# نیو لیبرتی (ایلینوی)
نیو لیبرتی (به انگلیسی: New Liberty) یک منطقهٔ مسکونی در ایالات متحده آمریکا است که در شهرستان پوپ، ایلینوی واقع شده‌است. نیو لیبرتی ۱۰۳٫۹۴ متر بالاتر از سطح دریا واقع شده‌است.